# 第六感 (專輯)
《第六感》是台灣歌手溫嵐的第一張個人專輯，於1999年12月15日發行。

## 曲目
1. 第六感
2. 荒唐
3. You will get my heart
4. 醉後
5. 喜欢这样子
6. 你越坏我越爱
7. Touch your mind
8. 耳邊風
9. 不告而别

## 外部連結
專輯介紹